# Zuenbeek
Zuenbeek är ett vattendrag i Belgien.   Det ligger i provinsen Flamländska Brabant och regionen Flandern, i den centrala delen av landet, 7 km sydväst om huvudstaden Bryssel.
Runt Zuenbeek är det i huvudsak tätbebyggt. Runt Zuenbeek är det tätbefolkat, med 819 invånare per kvadratkilometer.